# Epigomphus armatus
Epigomphus armatus – gatunek ważki z rodziny gadziogłówkowatych (Gomphidae). Występuje w Kostaryce i prawdopodobnie jest endemitem tego kraju; stwierdzenie z Peru jest kwestionowane.